# Emodzsi

„Arc örömkönnyekkel” – az egyik legnépszerűbb Unicode emodzsi karakter – képe a Noto színes betűtípusban

Az emodzsik (emoji) (絵文字) weboldalakon és elektronikus üzenetküldésben használt piktogramok és hangulatjelek. A mintegy ezer szabványosított karakter érzelmek, tárgyak, helyek, állatok, időjárási viszonyok stb. színes képi megjelenítését teszi lehetővé a szöveg részeként.
Az eredetileg japán jelek nemzetközi népszerűségét az Unicode szabványosítás, majd az iOS- és Android-támogatás tette lehetővé. A mai OS X, Windows és Linux operációs rendszerek, valamint az elterjedt böngészők,  Google Chrome, Mozilla Firefox mind támogatják a jelek megjelenítését. Az elterjedt asztali operációs rendszerek közül elsőként az OS X 10.7-es változatában vált alapértelmezetté az emodzsik használata. A böngészőkre a színes, de kis felbontású bittérképes emodzsik megjelenítése jellemző, míg az asztali operációs rendszerek felületére, szöveg- és dokumentumszerkesztő alkalmazásaira a vektorgrafikus betűkészleteken alapuló fekete-fehér megjelenítés, néhány alapértelmezett asztali alkalmazásban a színes megjelenítés. Ez utóbbit segíti például a Windows 8.1-es változatától a színes megjelenítésre vonatkozó információkat is tartalmazó vektorgrafikus Segoe UI Emoji betűkészlet.
Az emodzsi a piktogram japán megfelelője: e (絵, „kép”) + modzsi (文字, „karakter”). Az emotikon (hangulatjel), emóció kifejezések és az emodzsi hasonló hangzása véletlen egybeesés.

## Történet
A szabványosítást megelőzően elsőként az NTT DoCoMo és a SoftBank Mobile japán mobilszolgáltatók eltérő jelkészletei tették népszerűvé az emodzsit Japánban. Az első emodzsi 1998-1999 környékén született meg az NTT DoCoMo kísérleti fejlesztésében. Az első jelkészlet 172 karakterét az időjárás-előrejelzések és a manga hangulatjelek inspirálták. A kezdetben 12×12 pixel méretű színes karakterek az elektronikus kommunikáció elősegítése mellett versenyelőnyt biztosító különleges szolgáltatásként jelentek meg a japán mobilszolgáltatók kínálatában.
Az Unicode szabvány 2010 októberében megjelent 6.0-s verziójában több száz emodzsi kapott helyet, amelyet kisebb számban, de folyamatosan tovább bővítettek a karakterszabvány későbbi kiadásai is.

### Kulturális hatás
Az Oxford Dictionary a 😂 („arc örömkönnyekkel”) emodzsit az év szavának választotta 2015-ben, megemlítve az „emodzsi” szó növekvő népszerűségét is.

## Implementációk

### Apple
Az Apple 2011-ben a 10.7 Lion mac OS megjelenésével tette elérhetővé rendszereiben az emodzsikat. A felhasználók megnézhetik az e-mailben vagy üzenetküldő szolgáltatásokon keresztül nekik küldött emodzsikat, melyek akkor is népszerűek voltak a mobil felhasználók és az appkészítők körében.  A felhasználók a „Characters” speciális beviteli panel segítségével saját emodzsi szimbólumokat készíthetnek szinte akármilyen natív alkalmazáson belül. Ehhez ki kell választaniuk az "Edit" menüt, és ki kell választaniuk a "Special Characters" lehetőséget, vagy le kell nyomniuk a Command billentyűkombinációt. Az asztali operációs rendszer az Apple Color Emoji betűtípust használja, amelyet már korábbi iOS-ekbe is beépítettek. Ezzel a felhasználó teljesen színes piktogramokat használhatnak.
Az emodzsi billentyűzetet először 2008-ban az iPhone OS 2.2 verziójával vezették be Japánban. Az emodzsi billentyűzet az országon kívül csak az iOS 5.0 verzióval vált elérhetővé. Az iPhone OS 2.2-től a 2011-ben kiadott iOS 4.3.5-ig Japánon kívül is elérhették a billentyűzetet, de ehhez egy harmadik fél által fejlesztett programot kellett telepíteniük. Az első ilyen appot Josh Gare készítette el. Az emodzsik Japánon kívül történt elterjedését sokan ezekhez az appokhoz kötik. Az iOS a 8.3-as verziótól támogatja a rendszer a Fitzpatrick bőrtónus skálát is.
Az OS X 10.9 Mavericks-szal bevezettek egy új emodzsi palettát, melyet a legtöbb szövegbeviteli mezőben a Command billentyű kombinációval lehet előhozni.
Az Apple nyilvánosságra hozta, hogy az angolul beszélő amerikaiak körében a legnépszerűbb emodzsi az „arc örömkönnyekkel”. A második helyet a „szív” szerezte meg, míg a harmadik a „Hangosan Síró Arc” lett.
2018. július 17-én az emodzsi világnapján az Apple bejelentette, hogy 2018-as frissítésével 70 újabb emodzsit ad a rendszeréhez, melyek között ott lesznek a régóta várt vörös hajú, ősz  hajú, hullámos hajú és a kopasz emodzsi is.
2017. szeptember 12-én az Apple bejelentette, hogy a Face ID-val felszerelt iPhone-Messages „animodzsik” kezelésére is képes lesz. Ezek a standard emodzsik olyan módosulásai, melyek tükrözik a küldő adott pillanati hangulatát. Ajakszinkronizálásra is képes, és ezzel azt az érzetet tudja kelteni, hogy az adott figura meséli el a felhasználó történetét. Az Apple minden, a 2016-os frissítés előtt elérhető emodzsiból készített egy 3D-s változatot, melyből a gép képes legenerálni a 2D-s változatot.
Az iOS 13-mal az Apple bevezette a "memodzsit", amivel a felhasználó egy avatár segítségével szabhatja egyedire az üzenetét. Ehhez nincs szükség Face ID-re.